# Too Much (canção de Spice Girls)
"Too Much" é uma canção do girl group britânico Spice Girls. Foi co-escrita pelas integrantes do conjunto, com Paul Wilson e Andy Watkins, os compositores e a dupla de produção conhecida como Absolut, ao mesmo tempo em que o grupo estava filmando cenas para o filme Spice World, foi produzido por Wilson e Watkins, para o segundo álbum do grupo Spiceworld, lançado em 1997.
"Too Much" é uma balada pop com influências de R&B. Possui instrumentação de instrumentos como guitarra, metais e instrumento de cordas e é estruturado pelo uso de doo-wop, como modelo. O videoclipe, dirigido por Howard Greenhalgh, apresenta cada Spice Girl em sua própria cena individual, interpretando personagens diferentes, inspirados em suas próprias fantasias de filmes. A música recebeu críticas mistas dos críticos de música, com muitos deles criticando a produção infundida por R&B.
Lançado como o segundo single do álbum em dezembro de 1997, liderou o UK Singles Chart por duas semanas, tornando-se o segundo número um consecutivo de Natal e o sexto número um consecutivo, o que os fez o grupo o primeiro a ter seus seis primeiros seis singles a alcançam o número um no Reino Unido. Foi moderadamente bem-sucedido internacionalmente, atingindo o pico dentro dos vinte primeiros na maioria das paradas que entrou. Embora nos Estados Unidos, "Too Much" tenha se saído melhor do que o seu antecessor, "Spice Up Your Life"; Atingiu nove lugares mais altos no Billboard Hot 100 e tornando-se o quarto e último top dez na parada; Não conseguiu igualar o sucesso dos singles anteriores do grupo do álbum Spice.

## Antecedentes
Em junho de 1997, o grupo começou a filmar cenas para o filme Spice World. Ao mesmo tempo, a Virgin Records iniciou as primeiras reuniões de marketing para a campanha promocional do álbum Spiceworld, que seria lançado em novembro. Nenhuma música foi escrita para o álbum neste momento, então o grupo teve que fazer toda a gravação e regravação das músicas ao mesmo tempo que filmavam o filme. Entre as folgas e no final de cada dia de filmagem, o grupo foi direto para um estúdio de gravação móvel, montado em um Winnebago, que as seguiam entre as gravações do filme. O cronograma era fisicamente árduo para as garotas, além das dificuldades logísticas, como Melanie Brown, comentou em sua autobiografia: "fazer as duas funções o tempo inteiro, ao mesmo tempo, tomou um preço e dentro de um par em semanas, exaustivas".

## Escrita e gravação
O conceito de "Too Much" foi descrito principalmente por Geri Halliwell, enquanto o grupo estava filmando Spiceworld, em um set fechado assediado por fãs e a mídia, em Docklands de Londres. Enquanto Halliwell saiu do set, sentada no banco de trás de um carro, ela começou a rabiscar algumas letras em um caderno sobre "o amor sendo cego e como as palavras que parecem profundas podem não ter sentido algum". As integrantes ajudaram então a completar a música. Halliwell, inspirou-se em uma camiseta que dizia: "Em que parte do não, você não entende?", escreveu o meio da música com Melanie Chisholm e Paul Wilson e Andy Watkins, os compositores e a dupla de produção conhecida como Absolut, localizados em Richmond, Londres. Wilson comentou sobre a música:

Geri entrou e cantou: "Algo em excesso é ruim o bastante... Certo. ESTÁ BEM. Você entendeu?", Começamos a trabalhar nisso e queríamos fazer algum desse tipo, com um vocal doo-wop. Então, construímos essa faixa de apoio e, em seguida, mais das garotas começaram a entrar, este foi um bom dia e gradualmente elas começaram a adicionar suas partes na música também.

O Absolut estruturou a música, usando registros de doo-wop como modelo. O formato era para Emma Bunton cantar a parte alta, Melanie Brown, Victoria Beckham e Halliwell cantaram as partes inferiores e média, e Chisholm cantou os Ad libitum. A música foi gravada em uma caravana no meio do caos. Wilson e Watkins trabalharam obstinadamente com qualquer integrante do grupo disponível no set de filmagem, em qualquer ponto. Uma quantidade considerável de trabalho de produção foi necessária depois que a faixa atingisse sua forma final.

## Composição
"Too Much" é uma balada pop, com influências de R&B e sons doo-wop. Está descrito na nota de A maior, com um conjunto de assinatura de tempo em quadruple meter composto, comumente usado em doo-wop, e se move em um ritmo lento de 80 batimentos por minuto.
A música é construída em uma forma de verso-coro, com uma ponte antes do terceiro coro, e sua instrumentação vem de instrumentos de guitarra, metais e instrumento de cordas. Começa com uma introdução instrumental, com uma progressão de acordes de A–Faug–Dmaj7–G7, que também é usada durante a primeira parte dos versos e do refrão. Brown e Bunton cantam as primeiras partes do primeiro verso; A progressão então muda para Bm7-E-Dmaj7-C♯7, durante a última parte do verso, que é cantada por Chisholm. Após o coro, o mesmo padrão ocorre levando ao segundo coro, com Halliwell, Beckham e Chisholm cantando o segundo verso. A progressão muda para Bm7-C♯m7-Gmaj9-F♯7 (♯9), quando Chisholm canta a ponte, enquanto o resto do grupo canta a alta harmonia. O grupo canta o coro duas vezes e repete o ad-lib à medida que a música desaparece. A versão do álbum, que é quarenta segundos mais do que a edição de rádio, possui uma seção instrumental no final da faixa.

## Lançamentos
"Too Much" foi lançado no Reino Unido em 15 de dezembro de 1997, em duas versões únicas. O primeiro, lançado em cassette e em um formato single em CD padrão, incluiu um cartão postal para PlayStation, exclusivo do próximo videogame do grupo, Spice World. A lista de faixas continha a edição de rádio da faixa, um remix de Soulshock & Karlin e as "Outer Space Girls" no lado B, escritas pelo grupo com Matt Rowe e Richard Stannard. A segunda versão, lançada em um CD single padrão, continha a edição de rádio, uma versão orquestral e "Walk of Life", um lado B diferente, escrito pelo grupo com Absolut. As imagens na capa do single, foram tiradas de um photoshoot que o grupo fez para a edição de outubro de 1997, da revista Elle.

## Recepção

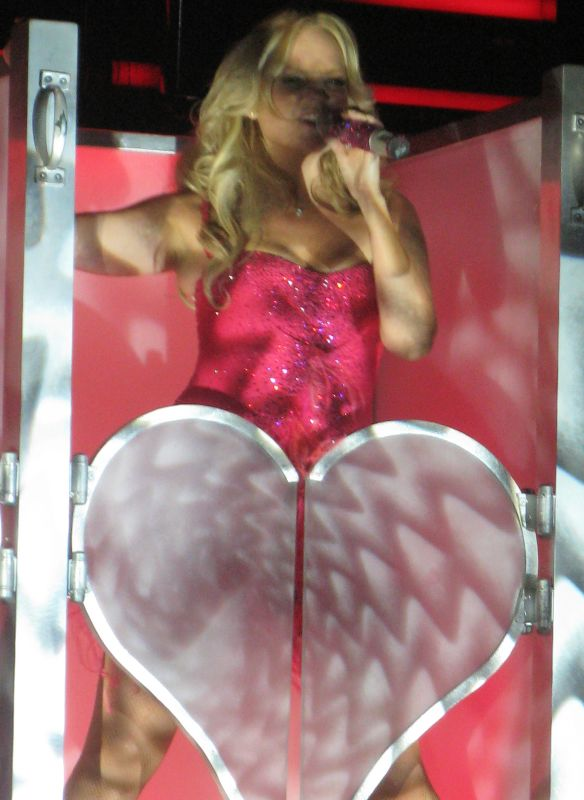
Emma Bunton performando "Too Much" durante a turnê The Return of the Spice Girls em Las Vegas, Nevada.

### Recepção da critica
"Too Much" recebeu críticas mistas dos críticos de música. Sylvia Patterson, da NME, caracterizou a música como uma "fantasia luxuosa e harmonizada de beleza de Nova Orleães, com cordas e guitarra espanhola", acrescentando que é "o topo do Absolut!". Ian Hyland, do The Daily Mirror, apreciou a música, mas sentiu que Chisholm parecia "chata", e acrescentou que ela precisa "se acalmar na frente da escudeira". David Browne, da Entertainment Weekly, chamou-o de "geléia lenta", enquanto The Miami Herald, descreveu a canção como uma "oda pop sedosa" e a chamou de "irresistível". O Virginian-Pilot disse que as cordas na música são o "soul clássico com um ajuste dos anos 90". Larry Flick, da revista Billboard, elogiou a música, descrevendo-a como uma "balada estridente pop-clássica, que faz cócegas na orelha com saborosos sabores doo-wop" e acrescentou que o arranjo e as harmonias do grupo "funcionam extremamente bem juntas". Amanda Murray, do Sputnikmusic, também elogiou a faixa, chamando-a de "uma canção genuinamente excelente". Murray também sentiu que as vozes do grupo, tinham melhorado para que pudessem "tirar mais passagens difíceis, com pelo menos uma nota de convicção".
Alguns críticos criticaram a produção infundida por R&B. Em uma revisão do Spiceworld, o Contra Costa Times, disse que as baladas do álbum, como "Too Much" e "Viva Forever", soam como um "treably and deadly aborrecido". Por outro lado, Gina Arnold do Salon.com, disse que as baladas são "liquidificadas, mas ainda atraentes". Sean Picolli, do South Florida Sun-Sentinel, disse que a música é "uma facada sincera no R&B instrucional". Richard Harrington, do The Washington Post, descreveu-a como uma "balada lúgubre", enquanto Scott Schinder, da Newsday, disse que "o sentimentalismo contempo-R&B" de "Too Much"[...] combina o grupo no meio da mediocridade na estrada". JD Considine do The Baltimore Sun. não ficou convencida pelas "tentativas de expressão emocional, profundas" da música, e Anthony Violenti do The Buffalo News, disseram que é uma "suposta balada de puxão no coração, que pode até fazer os fãs das Spice Girls, ter uma overdose de 10 anos de açúcar".

### Desempenho comercial
"Too Much" foi lançado no Reino Unido, em dezembro de 1997. Ele estreou no topo do UK Singles Chart, tornando-se o segundo número um consecutivo de Natal das Spice Girls. Isso fez do grupo o primeiro a atingir o número um, com seus primeiros seis singles e o primeiro a debutar no topo ds parada, cinco vezes seguidas. Ele permaneceu no número um por duas semanas, permanecendo dentro do quartel superior por sete semanas e o top setenta e cinco por quinze semanas e foi certificado de platina, pela indústria fonográfica britânica (BPI), em dezembro de 1997.
"Too Much" foi moderadamente bem sucedido na Europa. Chegou ao número três no Eurochart Hot 100, atingiu o pico dentro dos dez melhores na Dinamarca, Finlândia, Irlanda e Espanha e dentro dos vinte primeiros na Áustria, na Bélgica (ambos nas paradas de Flandres e da francesa), França, Itália, Holanda, Suécia e Suíça. A música também foi um sucesso moderado na Oceania. Na Nova Zelândia, estreou em 21 de dezembro de 1997 no número vinte, alcançou o número nove por duas semanas e ficou no mapa por doze semanas. Na Austrália, estreou no ARIA Charts no número vinte e nove, atingindo o número nove na sexta semana. Ele permaneceu na parada por quinze semanas, e foi certificado de ouro pela Australian Recording Industry Association (ARIA).
Nos Estados Unidos, "Too Much" foi melhor do que o antecessor, "Spice Up Your Life", mas não foi tão bem sucedido quanto os singles de Spice foram. Ele estreou no Billboard Hot 100 em 14 de fevereiro de 1998, no número vinte e dois, vendendo 30 mil exemplares. Na próxima semana "Too Much" atingiu o primeiro lugar no número nove, tornando-se o quarto e último hit do grupo a está entre os dez. Chegou aos trinta e seis no Hot 100 Airplay, onze no Hot 100 Singles Sales e vendeu 600 mil cópias em janeiro de 1999. Tinha um sucesso moderado em outros formatos, atingindo o pico de vinte e um, no Mainstream Top 40 e no vinte e três no Top Rítmico 40 e na parada da Adult Contemporary chart. "Too Much" atingiu o pico de nove no Canadian Singles Chart.

## Videoclipe

Uma cena do video musical, com Chisholm vestida com um cheongsam vermelho, em uma cena baseada no filme Year of the Dragon.

O videoclipe foi filmado e dirigido por Howard Greenhalgh em 10 de novembro de 1997, em um estúdio localizado em Londres. O vídeo apresenta cada Spice Girl, em sua própria cena individual, inspirada em suas próprias fantasias de filmes. Melanie Brown é mostrada cantar em cima de um tanque com munição em uma cena industrial de guerra pós-apocalíptica em uma segunda cena baseada no filme Mad Max - Além da Cúpula do Trovão. Emma Bunton é mostrada em um quarto vestida com pijama branco, enquanto os objetos flutuam ao redor dela por conta própria; Sua cena é baseada em Poltergeist. Melanie Chisholm é mostrada em uma Chinatown, vestida com um cheongsam vermelho e calças pretas, com os cabelos em um longo rabo de cavalo, com raias vermelhas; Sua cena é baseada no Year of the Dragon. Geri Halliwell é mostrada em uma cena em preto e branca, com base na performance de Rita Hayworth em Gilda. Ela é interpretada em um palco esfumaçado com um longo e branco vestido de lantejoulas, com um grupo de marinheiros que dançam ao redor dela. Victoria Beckham é mostrada em um silo de míssil, ao lado de um foguete, vestida com um catsuit e com um longo rabo de cavalo; Ela está retratando Catwoman Batman Returns.
O clipe "Too Much" estreou em 2 de dezembro de 1997, na rede de televisão americana UPN, em um especial intitulado "Too Much Is Never Enough". Existem duas versões do videoclipe: a original, e uma versão que inclui cenas do filme do grupo Spice World de 1997; O último foi incluído no lançamento de DVD do seu álbum Greatest Hits.

## Performances ao vivo
A música foi cantada muitas vezes na televisão, incluindo performances no An Audience with..., Top of the Pops e no Royal Variety Performance. O grupo também o executou a canção no Smash Hits! Awards de 1997, e no 25º Anual American Music Awards. O filme de estréia das Spice Girls, Spice World, apresenta "Too Much". Durante os créditos de abertura, o grupo canta "Too Much" no Top of the Pops, cercado pela mídia e fotógrafos de vários programas de televisão e revistas. Também estão presentes centenas de fãs. Quando a performance está completa, a plateia aplaude e anima as meninas, e o filme progride para a primeira cena oficial. Em outubro de 1997, o grupo o cantou a canção como a décima música de seu primeiro show ao vivo, na Arena Abdi İpekçi em Istambul, Turquia. A performance foi transmitido no Showtime, em um evento pay-per-view intitulado pay-per-view intitulado Spice Girls In Concert Wild!, No entanto, a versão VHS e DVD do concerto, Girl Power! Live in Istanbul, não inclui a performance de "Too Much".

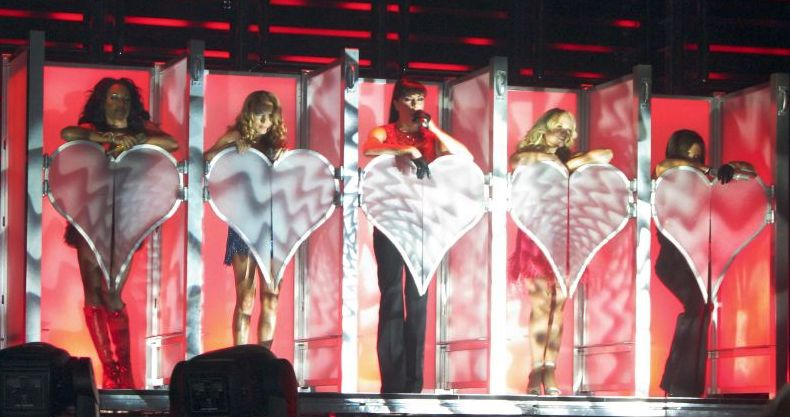
O grupo cantando a música por trás das portas neon de cor rosa e com corações, em Las Vegas.

O grupo cantou a música em suas três turnês, o Spiceworld Tour, Christmas in Spiceworld Tour e The Return of the Spice Girls. Permaneceu no set-list ao vivo do grupo, após a saída de Halliwell, no final da parte européia da Spiceworld Tour; Suas partes foram cantadas por Bunton. A performance no concerto final da turnê pode ser encontrada no vídeo: Spice Girls Live at Wembley Stadium, filmado em Londres, em 20 de setembro de 1998. Durante a turnê Return of the Spice Girls, o grupo vestiu-se com smoking e executou uma versão jazzística da música, enquanto fazia um striptease atrás de portas de neon de cor rosa e em forma de coração.

## Faixas e Formatos
Estes são os formatos e faixas dos principais singles lançados de "Too Much".
| - CD1 britânico / CD brasileiro / CD europeu 1. "Too Much" (edição de rádio) – 3:51 2. "Outer Space Girls" – 3:58 3. "Too Much" (Soulshock & Karlin Remix) – 3:52 - CD2 Britânico /CD2 holandês / CD sul-africano / CD2 de Taiwan / CD2 tailandês 1. "Too Much" (edição de rádio) – 3:51 2. "Too Much" (versão orquestral) – 4:38 3. "Walk of Life" – 4:16 - CD Australiano / CD1 Holandês / CD1 de Taiwan / CD1 Tailandês 1. "Too Much" (edição de rádio) – 3:51 2. "Outer Space Girls" – 3:58 3. "Spice Up Your Life" (Murk Havana FM Radio Mix) – 3:39 | - CD europeu de 2 faixas / CD francês 1. "Too Much" (edição de rádio) – 3:51 2. "Outer Space Girls" – 3:58 - CD japonês 1. "Too Much" (edição de rádio) – 3:51 2. "Too Much" (versão orquestral) – 4:38 3. "Walk of Life" – 4:16 4. "Outer Space Girls" – 3:58 - CD dos EUA 1. "Too Much" (edição de rádio) – 3:51 2. "Too Much" (versão orquestral) – 4:38 3. "Too Much" (Soulshock & Karlin Remix) – 3:52 4. "Outer Space Girls" – 3:58 |

## Desempenho nas tabelas musicais
| Chart (1997)                              | Maior posição |
| ----------------------------------------- | ------------- |
| Alemanha (German Singles Chart)           | 21            |
| Bélgica (Belgian Ultratop 50 (Flanders))  | 12            |
| Bélgica (Belgian Ultratop 40 (Wallonia))  | 16            |
| Escócia (Scottish Singles Chart)          | 1             |
| Espanha (Spanish Singles Chart)           | 9             |
| Europa (European Hot 100 Singles)         | 3             |
| Finlândia (Finnish Singles Chart)         | 3             |
| Irlanda (Irish Singles Chart)             | 4             |
| Nova Zelândia (New Zealand Singles Chart) | 9             |
| Países Baixos (Dutch Top 40)              | 15            |
| Países Baixos (Danish Singles Chart)      | 7             |
| Reino Unido (UK Singles Chart)            | 1             |
| Suécia (Swedish Singles Chart)            | 18            |
| Chart (1998)                              | Maior posição |
| Austrália (Australian Singles Chart)      | 9             |
| Áustria (Austrian Singles Chart)          | 15            |
| Canadá (Canadian Singles Chart)           | 9             |
| EUA (Billboard Adult Contemporary)        | 23            |
| EUA (Billboard Hot 100)                   | 9             |
| EUA (Billboard Mainstream Top 40)         | 21            |
| França (French Singles Chart)             | 20            |
| Itália (Italian Singles Chart)            | 16            |
| Suíça (Swiss Singles Chart)               | 18            |

| Chart (1997)                      | Maior posição |
| --------------------------------- | ------------- |
| Itália (Italy Singles Chart)      | 92            |
| Chart (1998)                      | Maior posição |
| Canadá (Canadian Singles Chart)   | 35            |
| EUA (Billboard Hot 100)           | 69            |
| Itália (Australian Singles Chart) | 75            |